# Scott Wedman
Scott Dean Wedman (ur. 29 lipca 1952 w Harper) – amerykański koszykarz, skrzydłowy, dwukrotny mistrz NBA, uczestnik meczu gwiazd NBA, wybrany do drugiego składu najlepszych obrońców NBA.

## Osiągnięcia
NCAA
- Uczestnik NCAA Final Four (1972)[4]
- Wybrany do:
  - I składu:
    - MVC (1971–1972)
    - NCAA Final Four (1972)[5]

  - II składu All-American (1972)[6]
  - Galerii Sław Koszykówki stanu Indiana – Indiana Basketball Hall of Fame (2008)[7]

NBA
- 2-krotny mistrz NBA (1984, 1986)[1]
- Wicemistrz NBA (1985)[1]
- 2-krotnie wybierany do udziału w meczu gwiazd NBA (1976, 1980)[2]. Z powodu kontuzji nie wystąpił w 1980 roku[8].
- Wybrany do:
  - I składu debiutantów NBA (1975)[9]
  - II składu defensywnego NBA (1980)[3]
- Zawodnik tygodnia NBA (6.01.1980)[10]
- Lider play-off w liczbie celnych rzutów za 3 punkty (1981)[11]